# Eriastrum brandegeeae
Eriastrum brandegeeae là một loài thực vật có hoa trong họ Polemoniaceae. Loài này được H.Mason mô tả khoa học đầu tiên năm 1945.